# Leo F. Forbstein
Leo F. Forbstein (nato Leo Frank Forbstein; Saint Louis, 16 ottobre 1892 – Hollywood, 16 marzo 1948) è stato un direttore d'orchestra e compositore statunitense che iniziò a lavorare per il cinema all'epoca del muto, dirigendo in sala le partiture orchestrali scritte per i film.
All'avvento dei primi film sonori, fu messo sotto contratto dalla Warner Bros. per dirigere la sua Vitaphone Orchestra. Fu autore di alcune colonne sonore per film e, nel 1937, vinse - insieme a Erich Wolfgang Korngold - l'Oscar alla migliore colonna sonora per Avorio nero.

## Biografia
Nato nel 1892, Leo F. Forbstein iniziò a studiare violino già a quattro anni. 

## Filmografia

### 1929
- The Squall, regia di Alexander Korda (1929)
- Ragazze d'America (Broadway Babie), regia di Mervyn LeRoy (1929)
- Sally, regia di John Francis Dillon (1929)

### 1930
- Vertigine del lusso (Playing Around), regia di Mervyn LeRoy (1930)
- Loose Ankles, regia di Ted Wilde (1930)
- Sam Lee principe cinese (Son of the Gods), regia di (non accreditato) Frank Lloyd (1930)
- Spring Is Here, regia di (non accreditato) John Francis Dillon (1930)
- Those Who Dance, regia di William Beaudine (1930
- Show Girl in Hollywood, regia di Mervyn LeRoy (1930)
- La donna e la femmina (A Notorious Affair), regia di Lloyd Bacon (1930)
- The Flirting Widow, regia di William A. Seiter (1930)
- Song of the Flame, regia di Alan Crosland (1930)
- Back Pay, regia di William A. Seiter  (1930)
- Numbered Men, regia di Mervyn LeRoy (1930)
- La squadriglia dell'aurora (The Dawn Patrol), regia di Howard Hawks (1930)
- Dall'ombra alla luce (Road to Paradise), regia di William Beaudine (1930)
- Top Speed
- Bright Lights, regia di Michael Curtiz (1930)
- The Doorway to Hell
- The Truth About Youth, regia di William A. Seiter (1930)
- The Widow from Chicago, regia di Edward F. Cline (1930)

### 1931
- La bionda e l'avventuriero  (Blonde Crazy), regia di Roy Del Ruth (1931)
- Her Majesty, Love, regia di William Dieterle (1931)
- L'isola della perdizione (Safe in Hell), regia di William A. Wellman (1931)
- Under 18, regia di Archie Mayo (1931)
- Manhattan Parade, regia di Lloyd Bacon (1931)

### 1932
- Il vagabondo e la ballerina (Union Depot), regia di Alfred E. Green (1932)
- Taxi!, regia di Roy Del Ruth (1932)
- High Pressure, regia di Mervyn Le Roy (1932)
- L'uomo dalla scure (The Hatchet Man), regia di William A. Wellman (1932)
- The Man Who Played God, regia di John G. Adolfi (1932)
- Fireman, Save My Child, regia di Frank Lloyd (1932)
- Il segreto del dottore (Alias the Doctor), regia di Lloyd Bacon e Michael Curtiz (1932)
- The Expert, regia di Archie Mayo (1932)
- Play-Girl, regia di Ray Enright (1932)
- The Heart of New York, regia di Mervyn LeRoy (1932)
- I guai della celebrità (It's Tough to Be Famous), regia di Alfred E. Green (1932)
- Beauty and the Boss, regia di Roy Del Ruth (1932)
- L'urlo della folla (The Crowd Roars), regia di Howard Hawks (1932)
- Man Wanted, regia di William Dieterle (1932)
- So Big!, regia di William A. Wellman (1932)
- The Mouthpiece, regia di James Flood e Elliott Nugent (1932)
- The Famous Ferguson Case, regia di Lloyd Bacon (1932)
- Two Seconds, regia di Mervyn LeRoy (1932)
- The Rich Are Always with Us, regia di Alfred E. Green (1932)
- The Tenderfoot, regia di Ray Enright (1932)
- The Strange Love of Molly Louvain, regia di Michael Curtiz (1932)
- Week-End Marriage, regia di Thornton Freeland (1932)
- Street of Women, regia di Archie Mayo (1932)
- The Dark Horse, regia di Alfred E. Green (1932)
- Love Is a Racket, regia di William A. Wellman (1932)
- Winner Take All, regia di Roy Del Ruth (1932)
- The Purchase Price, regia di William A. Wellman (1932)
- L'avventura di Teri (Jewel Robbery), regia di William Dieterle (1932)
- Miss Pinkerton, regia di Lloyd Bacon (1932)
- Il dottor X (Doctor X), regia di Michael Curtiz (1932)
- Crooner, regia di Lloyd Bacon (1932)
- La cronaca degli scandali (Blessed Event), regia di Roy Del Ruth (1932)
- Two Against the World, regia di Archie Mayo (1932)
- L'angelo della vita (Life Begins), regia di James Flood, Elliott Nugent (1932)
- Big City Blues, regia di Mervyn LeRoy (1932)
- Una famiglia 900 (A Successful Calamity), regia di John G. Adolfi (1932)
- Le tigri del Pacifico (Tiger Shark), regia di Howard Hawks (1932)
- Tentazioni (The Cabin in the Cotton), regia di Michael Curtiz (1932)
- The Crash, regia di William Dieterle (1932)
- Amanti senza domani (One Way Passage), regia di Tay Garnett (1932)
- Three on a Match, regia di Mervyn LeRoy (1932)
- Scarlet Dawn, regia di William Dieterle (1932)
- They Call It Sin, regia di Thornton Freeland (1932)
- Io sono un evaso (I Am a Fugitive from a Chain Gang), regia di Mervyn LeRoy (1932)
- You Said a Mouthful, regia di Lloyd Bacon (1932)
- Silver Dollar, regia di Alfred E. Green (1932)
- Il giardino del diavolo (Central Park), regia di John G. Adolfi (1932)
- Haunted Gold, regia di Mack V. Wright (1932)
- Lawyer Man, regia di William Dieterle (1932)
- 20.000 anni a Sing Sing (20.000 Years in Sing Sing), regia di Michael Curtiz (1932)
- Silenzio sublime (Frisco Jenny), regia di William A. Wellman (1932)
- The Match King, regia di Howard Bretherton, William Keighley (1932)

### 1933
- The King's Vacation, regia di John G. Adolfi (1933)
- Guerra bianca
- Uomini nello spazio (Parachute Jumper), regia di Alfred E. Green (1932)
- L'affare si complica (Hard to Handle), regia di Mervyn LeRoy (1933)
- Recluse (Ladies They Talk About), regia di Howard Bretherton, William Keighley (1933)
- La maschera di cera (Mystery of the Wax Museum), regia di Michael Curtiz (1933)
- Il giocatore (Grand Slam), regia di William Dieterle (1933)
- Blondie Johnson, regia di Ray Enright, Lucien Hubbard (1933)
- Girl Missing, regia di Robert Florey (1933)
- Quarantaduesima strada (42nd Street), regia di Lloyd Bacon (1933)
- Signore sole (The Keyhole), regia di Michael Curtiz (1933)
- The Mind Reader, regia di Roy Del Ruth (1933)
- Il piccolo gigante re dei gangsters (The Little Giant), regia di Roy Del Ruth (1933)
- Ala errante (Central Airport), regia di William A. Wellman, Alfred E. Green (1933)
- Lo zio in vacanza (The Working Man), regia di John G. Adolfi (1933)
- Elmer, the Great, regia di Mervyn LeRoy (1933)
- Dinamite doppia (Picture Snatcher), regia di Lloyd Bacon (1933)
- Lilly Turner, regia di William A. Wellman (1933)
- Ex-Lady, regia di Robert Florey (1933)
- La danza delle luci (Gold Diggers of 1933), regia di Mervyn LeRoy (1933)
- La seconda aurora (The Life of Jimmy Dolan), regia di Archie Mayo (1933)
- The Silk Express
- Private Detective 62
- Heroes for Sale
- The Mayor of Hell
- The Narrow Corner
- Baby Face, regia di Alfred E. Green (1933)
- The Man from Monterey, regia di Mack V. Wright (1933)
- She Had to Say Yes
- Mary Stevens, M.D.
- Voltaire
- Catturato
- Goodbye Again, regia di Michael Curtiz (1933)
- Bureau of Missing Persons, regia di Roy Del Ruth (1933)
- Wild Boys of the Road
- Amai una donna
- Viva le donne! (Footlight Parade), regia di Lloyd Bacon (1933)
- Sempre nel mio cuore (Ever in My Heart), regia di Archie L. Mayo (1933)
- Il pugnale cinese (The Kennel Murder Case), regia di Michael Curtiz (1933)
- College Coach, regia di William A. Wellman (1933)
- Female
- From Headquarters, regia di William Dieterle (1933)
- Havana Widows
- Il mondo cambia
- Son of a Sailor
- La casa della 56ª strada (The House on 56th Street), regia di Robert Florey (1933)
- Lady Killer, regia di Roy Del Ruth (1933)

### 1934
- Abbasso le donne (Dames), regia di Ray Enright (1934)
- Housewife, regia di Alfred E. Green - direttore Vitaphone Orchestra (1934)
- Passeggiata d'amore (Flirtation Walk), regia di Frank Borzage - direttore Vitaphone Orchestra (1934)
- The Man with Two Faces, regia di Archie Mayo - direttore Vitaphone Orchestra (1934)

### 1935
- Il ponte (Stranded), regia di Frank Borzage (1935)

### 1936
- Satan Met a Lady, regia di William Dieterle (1936)
- Avorio nero (Anthony Adverse), regia di Mervyn LeRoy e, non accreditato, Michael Curtiz (1936)

### 1937
- Avventura a mezzanotte (It's Love I'm After), regia di Archie Mayo (1937)
- Milionario su misura (The Perfect Specimen), regia di Michael Curtiz - direzione musicale (1937)

### 1939
- Tramonto (Dark Victory), regia di Edmund Goulding (1939)

### 1940
- Paradiso proibito (All This, and Heaven Too), regia di Anatole Litvak (1940)

### 1941
- Sposa contro assegno (The Bride Came C.O.D.), regia di William Keighley (1941)

### 1942
- Ribalta di gloria (Yankee Doodle Dandy), regia di Michael Curtiz (1942)

### 1943
- L'amica (Old Acquaintance), regia di Vincent Sherman (1943)

### 1944
- La maschera di Dimitrios (The Mask of Dimitrios), regia di Jean Negulesco (1944)

- Il giuramento dei forzati (Passage to Marseille), regia di Michael Curtiz - direzione musicale (1944)

- I cospiratori (The Conspirators), regia di Jean Negulesco - direzione musicale (1944)